# Коланковский, Витольд
Витольд Коланковский (пол. Witold Kolankowski; 25 сентября 1885—1948) — польский дипломат.

## Биография
Окончил высшее техническое училище. По специальности — инженер-электрик. В 1921 году он был гражданским служащим оперативного отдела Генштаба (Верховного командования) польской армии. В том же году поступил на польскую дипломатическую службу.
Работа сотрудником консульства Польши в Антверпене (1921), в министерстве иностранных дел, вице-консулом в Шнайдемюле (Пруссия), в 1925—1927 годах — вице-консулом и главой консульства в Штеттине, в польском посольстве в Москве (1927), руководил Генеральным консульством Польши в Минске (1927—1928), в 1928 году работал в консульстве в Ленинграде. Возглавлял смешанную комиссию по репатриации поляков из СССР, в 1932—1936 годах — генеральный консул в Милане, был начальником отдела в Министерстве иностранных дел (1936—1938), генеральным консулом в Амстердаме (1938—1940).
Был резидентом польской разведки.

## Награды
- Золотой Крест Заслуги
- Рыцарский крест Ордена Возрождения Польши
- Медаль «10-летие обретения независимости»
- Командор ордена Трёх Звезд (Латвия)